# 天箭座FG
天箭座FG位於天箭座，是一顆超巨星的恆星，距離地球大約8,000光年。它在1943年第一次被注意到，因為它是一顆變星，並且它的光譜在1955年被登錄為B4leq（藍色）。自那時以來，它在1911年已經擴大和紅化成為G（黃色），然後再轉換成K（橙色）。在登錄光譜為B4leg不久後，天箭座FG不久就變成A型星，並是週期15天的脈動變星，而現在週期已增加至超過100天。
天箭座FG是行星狀星雲Henize 1-5的中心恆星。.
自1992年以來，這顆星的光度呈現衰減和回復，類似北冕座R型變星，這種行為強調這類恆星是缺乏氫的典型。
它被建議是經歷了後期熱脈衝（late thermal pulse，LTP）的氦融合後，離開了漸近巨星分支（AGB），朝向白矮星最熱終端的冷卻軌跡。這種熱脈衝被認為是老年恆星，在短時間內，行為就像AGB的再一次復活。

## 外部連結
- AAVSO Variable Star of the Month. FG Sagittae: June 2008
- AAVSO Variable Star of the Month. FG Sagittae: November 1998